# Каракиянский район
Каракиянский район (каз. Қарақия ауданы) — район на юге Мангистауской области. Административный центр — село Курык.
Западная часть района омывается Каспийским морем, Казахским заливом. На территории района находится впадина Карагие, которая ниже уровня моря на 132 м.
До 1993 года носил название Ералиевский район.

## География
Западную часть территории района занимает плато Устюрт, восточную — плато Мангышлак. Встречаются низменности, солончаки, барханы и невысокие горы. На территории района расположена впадина Каракия, лежащая на 132 м ниже уровня моря. Климат континентальный. Средняя температура января −7°С, июля 26°С. Годовое количество атмосферных осадков составляет 75—100 мм. Почвы серозёмные и солонцовые. Разреженный растительный покров представлен эфемерами, полынью и саксаулом. Обитают волк, лисица, заяц, корсак и другие животные.
В недрах разведаны запасы нефти и газа (Актасское Западное газоконденсатное месторождение), естественных строительных материалов; имеются минеральные источники.

## Административно-территориальное деление
Каракиянский район состоит из 7 сельских округов, в составе которых находится 9 сёл:
| Сельский округ         | Площадь, га | Население, чел. (2009) | Населённые пункты        |
| Село Курык             | 168 788,1   | 8 118                  | село Курык               |
| Село Жетыбай           | 25 019,1    | 11 326                 | село Жетыбай             |
| Село Мунайшы           | 44 498      | 4 647                  | село Мунайшы             |
| Село Сенек             | 46 848      | 2 293                  | село Сенек, село Аккудук |
| Сельский округ Бостан  | 40 720,5    | 1 876                  | село Бостан              |
| Сельский округ Куланды | 18 992,7    | 1 319                  | село Куланды             |
| Сельский округ Болашак | 15 043,26   | —                      | село Болашак, село Бопай |

## Экономика
Основные отрасли экономики района — добыча полезных ископаемых и скотоводство. Площадь сельскохозяйственных угодий к началу XXI века достигала 488,8 га, из которых бо'льшая часть (около 80 %) приходится на пастбища. В районе функционируют овцеводческие и верблюдоводческие хоз-ва, а также конный завод.